# Robin Shōko Okada
Robin Shōko Okada (岡田ロビン翔子, Okada Robin Shōko, ou Shoko, Shohko, Shouko) est une chanteuse et idol americano-japonaise née le 15 mars 1993, membre du groupe féminin de J-pop THE Possible. 

## Biographie
Robin Shōko Okada est américano-japonaise. Elle est née à Boston et a passé son enfance à Los Angeles. Elle a déménagé des États-Unis vers le Japon en 2000 à l'âge de 7 ans.
Elle débute en 2004 au sein du Hello! Project, sélectionnée avec le Hello Pro Egg, et forme THE Possible en 2006.
Elle est "graduée" du H!P en 2007 lors du transfert de son groupe sur le nouveau label TNX de son producteur Tsunku, dans le cadre du Nice Girl Project!.

## Liens
- (ja) Blog officiel (Serend)
- (ja) Blog officiel (Ameblo)
- (ja) Fiche officielle au Nice Girl Project!